# BYD S8

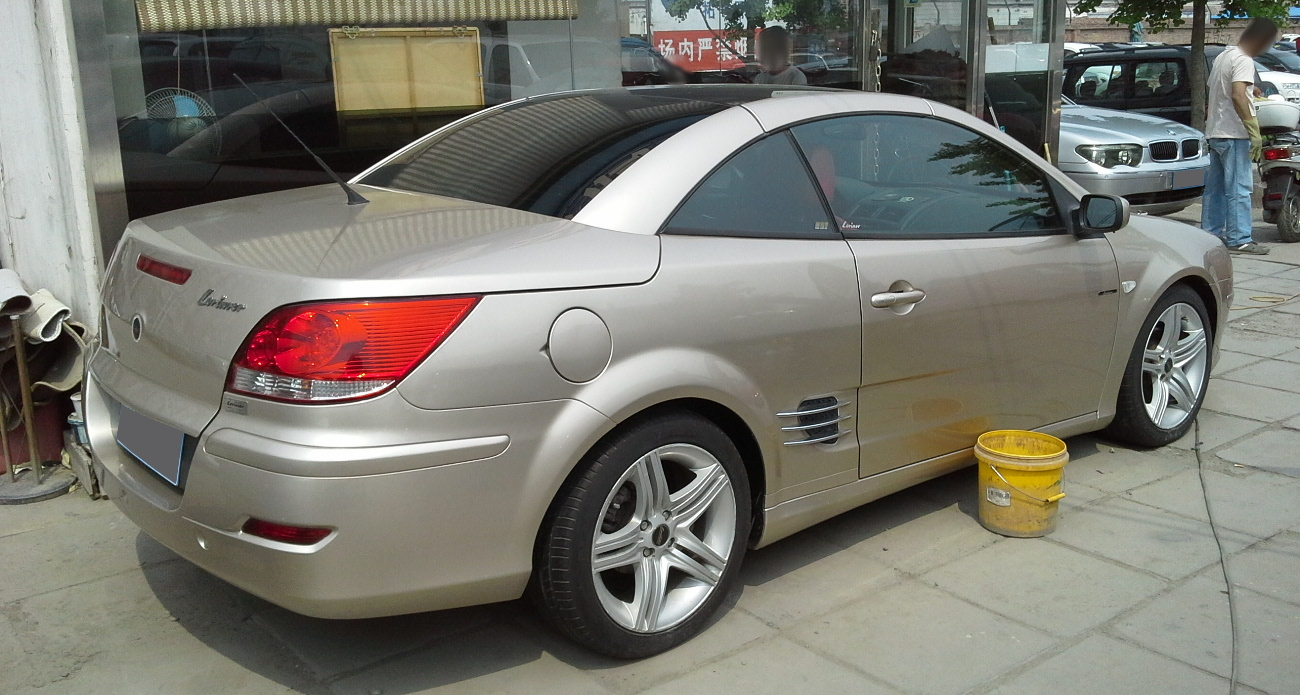
Heckansicht

Der BYD S8 ist ein Cabrio des chinesischen Herstellers BYD Auto mit Stahlverdeck.
Der Prototyp des Wagens wurde auf der Auto China 2006 noch als BYD F8 bezeichnet. Das Heck erinnert auffällig an den konzeptionell ähnlichen Renault Mégane CC, die Front hingegen an den Mercedes-Benz CLK.
Das Fahrzeug erschien im ersten Halbjahr 2010 nicht mehr in den Verkaufszahlen und wurde im vollständigen Geschäftsjahr 2010 nur sieben Mal verkauft. Die Produktion wurde inzwischen eingestellt.